# Wereldkampioenschap voetbal 1982 (Groep B) Algerije - Chili
Het duel tussen Algerije en Chili was voor beide landen de derde en laatste groepswedstrijd bij het WK voetbal 1982 in Spanje, en werd gespeeld op donderdag 24 juni 1982 (aanvangstijdstip 17:15 uur lokale tijd) in het Estadio Carlos Tartiere in Oviedo. Het was de eerste ontmoeting ooit tussen beide landen. Het duel stond onder leiding van scheidsrechter Rómulo Méndez uit Guatemala, die werd bijgestaan door lijnrechters Erik Fredriksson (Zweden) en Arnaldo Coelho (Brazilië).
Algerije had in de eerste speelronde in Groep B voor een grote verrassing gezorgd door met 2-1 te winnen van groepsfavoriet West-Duitsland. Die overwinning werd gevolgd door een 2-0 nederlaag tegen Oostenrijk, waardoor het duel tegen het nog puntloze Chili van cruciaal belang was voor een plaats in de tweede ronde. De Noord-Afrikanen wonnen de wedstrijd ten overstaan van 16.000 toeschouwers, maar werden een dag later alsnog uitgeschakeld toen West-Duitsland en Oostenrijk (1-0) het op een akkoordje gooiden in een wedstrijd, die de geschiedenisboeken is ingegaan als "Het bedrog van Gijón".

## Wedstrijdgegevens
| Algerije | 3 – 2          | Chili |
| Salah Assad 7' Salah Assad 31' Tedj Bensaoula 35' | goals          | 59' (pen.) Miguel Ángel Neira 73' Juan Carlos Letelier |
| Mahieddine Khalef en Rachid Mekhloufi | bondscoach(es) | Luis Santibáñez |
| Mehdi Cerbah Chaabane Merzekane Nourredine Kourichi Mahmoud Guendouz Abdelmadjid Bourrebou 31' Faouzi Mansouri 73' Ali Fergani Rabah Madjer Salah Larbes Tedj Bensaoula Salah Assad | opstellingen   | Mario Osbén Lizardo Garrido René Valenzuela Elías Figueroa Vladimir Bigorra Rodolfo Dubó 38' Eduardo Bonvallet Miguel Ángel Neira Gustavo Moscoso 58' Carlos Caszely Patricio Yáñez |
| Hocine Yahi 31' Mustapha Dahleb 73' | wissels        | 38' Mario Soto 58' Juan Carlos Letelier |
| | gele kaarten   | 58' Juan Carlos Letelier |
| | rode kaarten   | |

## Overzicht van wedstrijden
| Eerste ronde | | |
| Groep A | Groep B | Groep C |
| Italië – Polen Kameroen – Peru Italië – Peru Kameroen – Polen Polen – Peru Italië – Kameroen                                                       | West-Duitsland – Algerije Chili – Oostenrijk West-Duitsland – Chili Oostenrijk – Algerije Algerije – Chili West-Duitsland – Oostenrijk    | Argentinië – België Hongarije – El Salvador Argentinië – Hongarije België – El Salvador België – Hongarije Argentinië – El Salvador                |
| Groep D | Groep E | Groep F |
| Engeland – Frankrijk Tsjecho-Slowakije – Koeweit Engeland – Tsjecho-Slowakije Frankrijk – Koeweit Frankrijk – Tsjecho-Slowakije Engeland – Koeweit | Spanje – Honduras Joegoslavië – Noord-Ierland Spanje – Joegoslavië Honduras – Noord-Ierland Honduras – Joegoslavië Spanje – Noord-Ierland | Brazilië – Sovjet-Unie Schotland – Nieuw-Zeeland Brazilië – Schotland Sovjet-Unie – Nieuw-Zeeland Sovjet-Unie – Schotland Brazilië – Nieuw-Zeeland |

| Tweede ronde                                            |                                                                     |                                                             |                                                                             |
| Groep 1                                                 | Groep 2                                                             | Groep 3                                                     | Groep 4                                                                     |
| België – Polen België – Sovjet-Unie Polen – Sovjet-Unie | Engeland – West-Duitsland West-Duitsland – Spanje Engeland – Spanje | Italië – Argentinië Brazilië – Argentinië Italië – Brazilië | Frankrijk – Oostenrijk Oostenrijk – Noord-Ierland Noord-Ierland – Frankrijk |
| Halve finales                                           |                                                                     |                                                             |                                                                             |
| Polen – Italië                                          | Polen – Italië                                                      | West-Duitsland – Frankrijk                                  | West-Duitsland – Frankrijk                                                  |
| Troostfinale                                            |                                                                     |                                                             |                                                                             |
| Frankrijk – Polen                                       |                                                                     |                                                             |                                                                             |
| Finale                                                  |                                                                     |                                                             |                                                                             |
| Italië – West-Duitsland                                 |                                                                     |                                                             |                                                                             |